# Герб Кустина (Рівненський район)
Герб Кустина — офіційний символ села Кустин, Рівненського району Рівненської області, затверджений 17 жовтня 2001 р. рішенням сесії Кустинської сільської ради. 
Автори — А. Гречило та Ю. Терлецький.

## Опис герба
Щит скошений ліворуч, у верхньому червоному полі срібний лапчастий хрест, у нижньому золотому полі — зелена гілочка ліщини з двома листочками та трьома золотими горішками у зелених обгортках.

## Значення символів
Срібний хрест підкреслює розташування села на Волині, а зелена гілочка куща ліщини є асоціативним символом (промовистий герб), що вказує на одну з версій про походження назви поселення від кущів, у гущавині яких воно, за місцевими переказами, мало виникнути.
Щит увінчано червоною міською короною, що вказує на село, яке давніше було містечком.